# Ti amo (chanson d'Umberto Tozzi)
Pour les articles homonymes, voir Ti amo.
Ti amo (« Je t'aime » en italien) est une chanson sortie en 1977 par le chanteur italien Umberto Tozzi. Elle est extraite de l'album È nell'aria...ti amo.
En 2017, pour célébrer les 40 ans de la chanson, Umberto Tozzi a publié une version italo-anglaise et un clip vidéo avec Anastacia,.

## Reprises
Dalida a repris cette même chanson en langue française. Elle est sortie en 1977 dans le 45 tours comprenant Salma Ya Salama (face A) et Ti amo (face B). Par la suite, elle a été réorchestrée en 1995 et figurait dans le premier album entièrement réorchestré de Dalida, Comme si j'étais là....
Il y eut également une reprise en français par le groupe belge California en 1977, sorti sur le label Vogue, avec des paroles par C. Ciano et une composition de Nico Gomez.
En 2002, un duo entre Umberto Tozzi et Lena Ka produit la version Ti amo (rien que des mots).
En 2011, le chanteur Sergio Dalma en fait une version en espagnol nommée Te Amo.
À noter : en 1984, le duo Albano et Romina Power chante le refrain "Ti amo" dans Al Ritmo di Beguine, produite par Baby Records, mais ce titre n'a rien à voir avec celui d'Umberto Tozzi.
En 2017, pour célébrer les 40 ans de la chanson, Umberto Tozzi a publié une version italo-anglaise et un clip vidéo avec Anastacia,.

## Classements

### Version d'Umberto Tozzi
| Classement (1977-78)                   | Meilleure position |
| -------------------------------------- | ------------------ |
| Allemagne (Media Control AG)           | 4                  |
| Autriche (Ö3 Austria Top 40)           | 3                  |
| Belgique (Flandre Ultratop 50 Singles) | 15                 |
| France (IFOP)                          | 1                  |
| Norvège (VG-lista)                     | 3                  |
| Suède (Sverigetopplistan)              | 1                  |

| Classement (2002) | Meilleure position |
| ----------------- | ------------------ |
| France (SNEP)     | 39                 |

| Classement (2009)    | Meilleure position |
| -------------------- | ------------------ |
| Espagne (PROMUSICAE) | 44                 |

| Classement (2012-13) | Meilleure position |
| -------------------- | ------------------ |
| France (SNEP)        | 94                 |

## Dans la culture populaire
Dans la culture populaire, cette chanson symbolise le coup de foudre. Au cinéma, elle est habituellement accompagnée d'un ralenti.
- 1977 : Les Nouveaux Monstres dans le sketch Sans paroles de Dino Risi[13].
- 2002 : Astérix et Obélix : Mission Cléopâtre[14], lorsqu'Astérix voit pour la première fois Guimieukis, une servante de Cléopâtre
- 2010 : Freinage - Publicité pour la voiture Nissan Altima[15]
- 2012 : La Vérité si je mens ! 3 de Thomas Gilou
- 2020 : La Casa de Papel : partie 4, lors du mariage de Berlin avec Tatiana.
- 2021 : Narcos: Mexico (saison 3, épisode 1), interprétée en version espagnole.